# Between the Days
Between the Days è il secondo album della cantante australiana Merril Bainbridge, pubblicato il 31 luglio 1998.
Dall'album sono stati estratti quattro singoli. Di questi, Lonely  ha raggiungto la quarantesima posizione in Australia e la centodiciottesima negli Stati Uniti.

## Tracce
Testi e musiche di Merril Bainbridge e Owen Bolwell, eccetto dove indicato.
1. Between the Days – 3:40
2. Lonely – 3:34
3. Goodbye to Day – 4:04 (Merril Bainbridge)
4. Stars Collide – 4:19
5. Walk on Fire – 3:57
6. Hello – 4:02
7. Blindfolded – 4:38
8. Love and Terror – 3:54
9. Call My Name – 4:48
10. Big Machine – 4:10
11. I Got U Babe – 3:22 (Sonny Bono) – originariamente interpretata da Sonny & Cher